# Soldado do Exército Vermelho
O Soldado do Exército Vermelho (em russo:  Красноармеец, transl. Krasnoarmeyets) foi a patente militar mais baixa do Exército Vermelho da União Soviética de 1918 a 1946.

## História

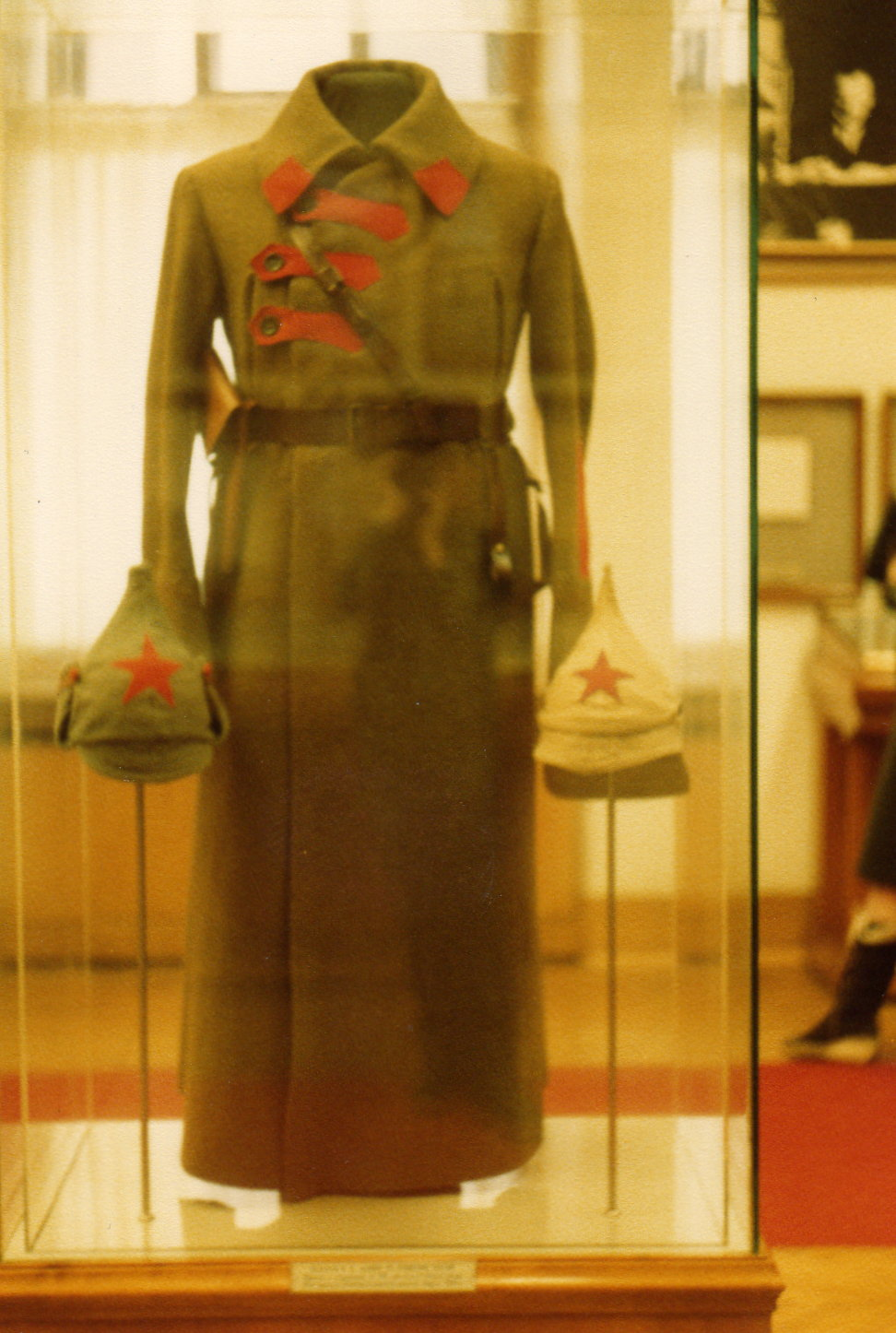
Uniforme do Exército Vermelho na Guerra Civil com as insígnias rombóides.

Em 30 de novembro de 1917, após a Revolução de Outubro, o Comitê Militar Revolucionário cancelou todas os "postos de oficial e de classe". Em 16 de janeiro de 1919, o Exército Vermelho dos Operários e Camponeses (RKKA) adotou títulos de posição "revolucionários" no lugar dos postos militares formais. A partir de então, o termo “homem do Exército Vermelho” passou a ser usado para se referir a todos os soldados comuns. Seu equivalente naval era o marinheiro da Frota Vermelha (em russo:  Краснофлотец, transl. Krasnoflotets); literalmente "homem da Frota Vermelha".
Estas novas posições eram indicadas por insígnias de posto nas mangas (as quais foram substituídas por insígnias de gola em 20 de junho de 1924), substituindo as impopulares dragonas imperiais pogoni. Novos postos e títulos foram introduzidos em 3 de dezembro de 1935 para as armas de combate. Os oficiais foram coletivamente designados "comandantes" e os suboficiais como "subcomandantes". Os oficiais-generais e suboficiais mantiveram os títulos pré-1935, enquanto os oficiais de campanha e oficiais subalternos agora tinham títulos militares e os soldados passaram a ser designados Krasnoarmeyets ("Soldado do Exército Vermelho"). O posto de Soldado do Exército Vermelho foi substituído pelo posto de Ryadovoy em julho de 1946.

## Insígnias adicionais
|                                                 |                                                |                                                 |                                                 |                                                  |                                   |
| Insígnia de colarinho de infantaria (1924–1935) | Insígnia de colarinho de cavalaria (1924–1943) | Insígnia de colarinho de infantaria (1935–1940) | Insígnia de colarinho de infantaria (1940–1943) | Insígnia de colarinho da Força Aérea (1935–1940) | Dragona de infantaria (1943–1946) |

## Galeria

O Krasnoarmeyets Fukin Konstantin Aleksandrovich, anos 1920.
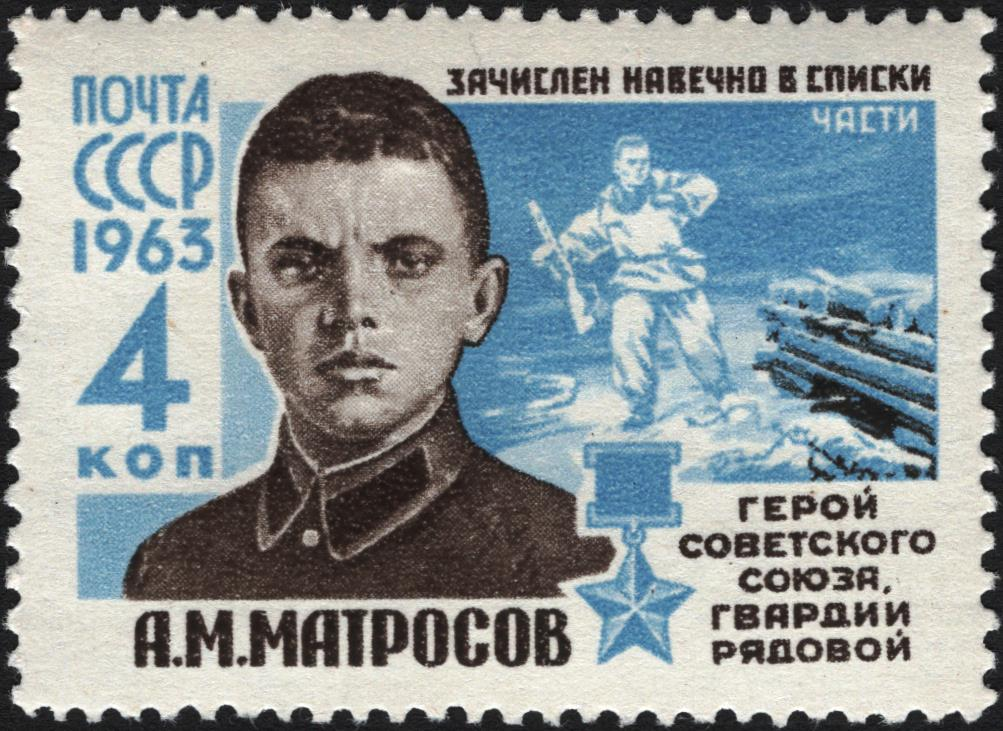
Selo com o Krasnoarmeyets Alexander Matveyevich Matrosov, Herói da União Soviética, retratando o colarinho escarlate.
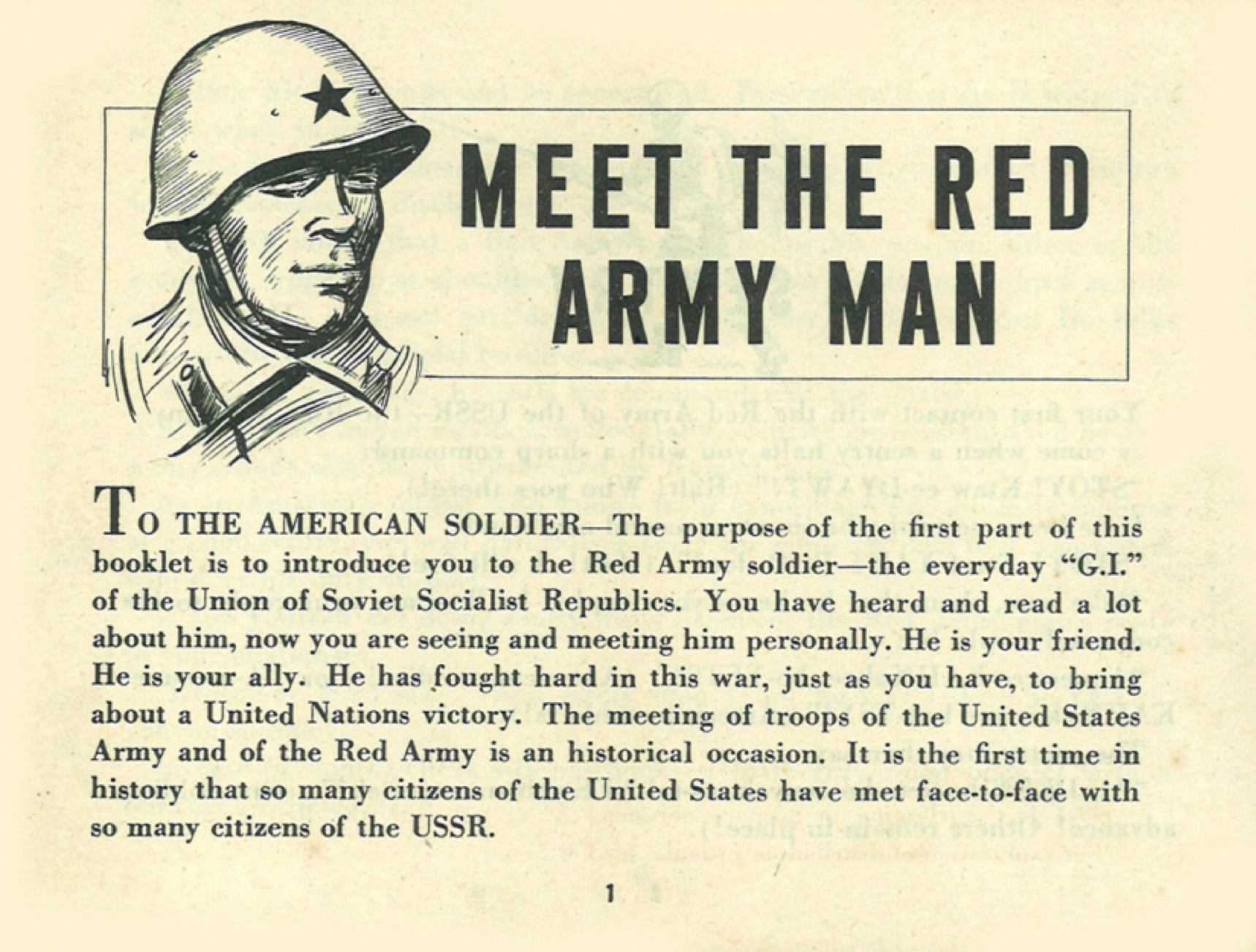
O Krasnoarmeyets retratado em um panfleto informativo dos Estados Unidos.
Um Krasnoarmeyets da Frente de Kalinin com fuzil antitanque PTRD-41, em 1942.
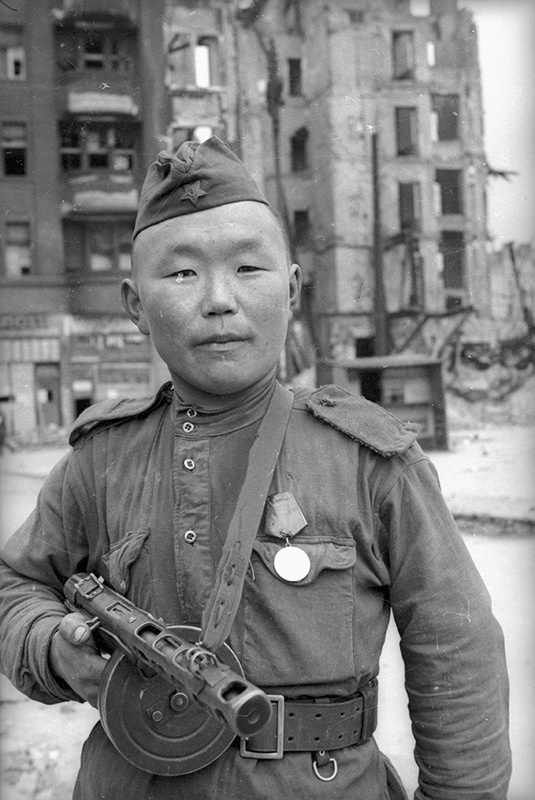
O Krasnoarmeyets de Yakutia, Mikhail Alekseyev, durante a captura de Berlim em 1º de maio de 1945.